# 安德烈·格鲁克斯曼
安德烈·格鲁克斯曼（法語：André Glucksmann，1937年6月19日—2015年11月10日），法国哲学家、活动家和作家，新哲学家运动的重要人物。格鲁克斯曼起初是马克思主义者，但后来在他的著作《厨师和食人者》（1975年）中放弃了共产主义，并成为苏联和后苏联俄罗斯外交政策的公开批评者。他是人权的坚定支持者。后来，他反对将伊斯兰恐怖主义视为伊斯兰教与西方文明冲突的产物的说法。儿子是政治家拉斐尔·格鲁克斯曼。